# Li Guangsu
Li Guangsu (in cinese: 李广苏; Jiangsu, luglio 1987) è un astronauta cinese.
Il 25 aprile 2024 è partito per lo spazio come operatore della missione di lunga durata Shenzhou 18.